# J. League Live 64
J. League Live 64 (JリーグLIVE64) é um jogo de futebol para o Nintendo 64. Foi lançado apenas no Japão em 1997. Foram oficialmente licenciados jogadores e equipes do Japão, J.League